# Индустријска зона (Ливорно)
Индустријска зона је насеље у Италији у округу Ливорно, региону Тоскана.
Према процени из 2011. у насељу је живело 53 становника. Насеље се налази на надморској висини од 27 м.